# Vela ai Giochi della XXVIII Olimpiade
Le gare di Vela ai Giochi della XXVIII Olimpiade si svolsero dal 14 al 28 agosto 2004 presso l'Agios Kosmas Olympic Sailing Centre di Atene.
Il programma previde undici eventi, sette maschili e quattro femminili, ai quali presero parte 400 velisti dei quali 261 uomini e 139 donne, per un totale di 286 imbarcazioni.

## Podi

### Uomini
| Evento             | Oro                                        | Argento                                  | Bronzo                                    |
| Mistral (dettagli) | Gal Fridman                                | Nikolaos Kaklamanakīs                    | Nick Dempsey                              |
| Finn (dettagli)    | Ben Ainslie                                | Rafael Trujillo                          | Mateusz Kusznierewicz                     |
| 470 (dettagli)     | Stati Uniti Paul Foerster Kevin Burnham    | Regno Unito Nick Rogers Joe Glanfield    | Giappone Kazuto Seki Kenjirō Todoroki     |
| Star (dettagli)    | Brasile Marcelo Ferreira Torben Grael      | Canada Ross MacDonald Mike Wolfs         | Francia Pascal Rambeau Xavier Rohart      |
| Laser (dettagli)   | Robert Scheidt                             | Andreas Geritzer                         | Vasilij Žbogar                            |
| 49er (dettagli)    | Spagna Iker Martínez Xabier Fernández      | Ucraina Rodion Luka Heorhij Leončuk      | Gran Bretagna Chris Draper Simon Hiscocks |
| Tornado (dettagli) | Austria Roman Hagara Hans-Peter Steinacher | Stati Uniti John Lovell Charlie Ogeltree | Argentina Santiago Lange Carlos Espínola  |

### Donne
| Evento             | Oro                                                    | Argento                                                  | Bronzo                                                 |
| Mistral (dettagli) | Faustine Merret                                        | Yin Jian                                                 | Alessandra Sensini                                     |
| Europa (dettagli)  | Siren Sundby                                           | Lenka Šmídová                                            | Signe Livbjerg                                         |
| 470 (dettagli)     | Grecia Sofia Bekatōrou Emilia Tsoulfa                  | Spagna Natalia Vía-Dufresne Sandra Azón                  | Svezia Therese Torgersson Vendela Zachrisson           |
| Yngling (dettagli) | Gran Bretagna Shirley Robertson Sarah Webb Sarah Ayton | Ucraina Ruslana Taran Hanna Kalinina Svitlana Matevuševa | Danimarca Dorte Jensen Helle Jespersen Christina Otzen |

## Medagliere
| Pos.   | Paese         | Oro | Argento | Bronzo | Totale |
| ------ | ------------- | --- | ------- | ------ | ------ |
| 1      | Gran Bretagna | 2   | 1       | 2      | 5      |
| 2      | Brasile       | 2   | 0       | 0      | 2      |
| 3      | Spagna        | 1   | 2       | 0      | 3      |
| 4      | Austria       | 1   | 1       | 0      | 2      |
| 4      | Grecia        | 1   | 1       | 0      | 2      |
| 4      | Stati Uniti   | 1   | 1       | 0      | 2      |
| 7      | Francia       | 1   | 0       | 1      | 2      |
| 8      | Israele       | 1   | 0       | 0      | 1      |
| 8      | Norvegia      | 1   | 0       | 0      | 1      |
| 10     | Ucraina       | 0   | 2       | 0      | 2      |
| 11     | Canada        | 0   | 1       | 0      | 1      |
| 11     | Cina          | 0   | 1       | 0      | 1      |
| 11     | Rep. Ceca     | 0   | 1       | 0      | 1      |
| 14     | Danimarca     | 0   | 0       | 2      | 2      |
| 15     | Argentina     | 0   | 0       | 1      | 1      |
| 15     | Italia        | 0   | 0       | 1      | 1      |
| 15     | Giappone      | 0   | 0       | 1      | 1      |
| 15     | Polonia       | 0   | 0       | 1      | 1      |
| 15     | Slovenia      | 0   | 0       | 1      | 1      |
| 15     | Svezia        | 0   | 0       | 1      | 1      |
| Totale | Totale        | 11  | 11      | 11     | 33     |